# Taylor Nichols
Taylor Nichols, Cecil Taylor Nichols, född den 3 mars 1959 i Louisville, Kentucky, USA. Amerikansk skådespelare.

## Filmografi
- 1995 – Congo – Jeffrey Weems
- 1995 – I demonens våld – Paul Douglas
- 1995 – Presidenten och miss Wade – Stu
- 1996 – Norma Jean & Marilyn – Fred Karger
- 1998 – The Last Days of Disco – Charlie/Ted Boynton
- 2000 – Boiler Room – Harry Reynard
- 2000 – President till varje pris – Dave
- 2001 – Jurassic Park III – Mark Degler

### Webbkällor
- Taylor Nichols på Internet Movie Database (engelska)